# Спецотдел ВЧК
Спецотдел, Специальный отдел, Восьмой отдел ВЧК / ГПУ / ОГПУ / ГУГБ НКВД СССР — криптоаналитическая служба РСФСР и СССР для защиты секретной информации страны, а также для перехвата и криптоанализа шифрованной переписки других государств. Образована 5 мая 1921 года постановлением СНК РСФСР. Её руководителем и создателем был Глеб Иванович Бокий.
При реорганизациях по 6 февраля 1922 г. — 8-й спецотдел при ВЧК; до 2 ноября 1923 г. — спецотдел при ГПУ; до 10 июля 1934 г. — спецотдел при ОГПУ; до 25 декабря 1936 г. — спецотдел при ГУГБ НКВД СССР; с 25 декабря 1936 г. по 9 июня 1938 г. — 9-й отдел при ГУГБ НКВД СССР.

## Формирование
После установления большевистской власти возникла проблема сохранения тайны при передаче оперативных сообщений, которую нарком иностранных дел Чичерин в письме Ленину от 20 августа 1920 года характеризовал так: «Иностранные правительства имеют более сложные шифры, чем употребляемые нами. Если ключ мы постоянно меняем, то сама система известна многим царским чиновникам и военным, в настоящее время находящимся в стане белогвардейцев за границей. Расшифровывание наших шифровок я считаю поэтому вполне допустимым».
Для решения проблемы 5 мая 1921 года постановлением Ма́лого Совнаркома была создана советская криптографическая служба в виде специального отдела при ВЧК под руководством опытного конспиратора и шифровальщика Г. И. Бокия. Одновременно был создан Центральный шифровальный отдел при Штабе РККА, состоявший из 4 отделений общей численностью 27 человек. За 1921 год его силами в войска было разослано 54 шифровальных кода и 2 радиокода, в том числе 74-й и 75-й коды Наркомвоена, «Гелиос», «Советский».
Спецотдел ВЧК начал свою работу с детального изучения архивов спецслужб дореволюционной России. Использовав подлинники и копии шифров Болгарии, Германии, Китая, США и Японии, а также отчеты о работе по их вскрытию, учебные пособия, спецотдел создал собственные системы шифров, радиоперехвата. Первые шифры («Стрелок», «Спартаковец», «Глаз», «Пулемёт», «Пролетарий», «Искра») вскоре были вытеснены более серьёзными («УП Третий», «АРО Первый»).
Сразу же, в 1921 году, при ВЧК были созданы курсы шифровальщиков.
На базе создания станций особого назначения, для которых использовались все имевшиеся в войсках приемные, приемно- контрольные и пеленгаторные радиостанции, начала функционировать служба специальной радиоразведки. Кроме телеграмм, поступавших с телеграфа, часть шифрованной иностранной переписки и переписки белой армии по заданиям ВЧК и военных органов перехватывалась на Серпуховской приемной радиостанции Реввоенсовета и Шаболовской радиостанции Наркомпочтеля.
С 25 августа 1921 года в соответствии с приказом Спецотдела ВЧК все подразделения в центре и на местах должны были направлять в отдел обнаруженные при обысках и арестах шифры, ключи к ним и шифрованные сообщения.

## Кадры
На протяжении своей революционной деятельности Бокий активно использовал шифры, которые разрабатывал и сам. Дешифровальщики департамента полиции подозревали, что за записанными им «формулами» скрывается шифр, но разгадать его не смогли.
На работу в отдел Г. И. Бокий пригласил ряд специалистов-криптографов — В. И. Кривоша-Неманича, И. А. Зыбина и И. М. Ямченко, Г. Ф. Булата, Е. С. Горшкова, Э. Э. Картали, Е. Э. Морица, работавших ещё до революции.
Г.И. Бокий обладал способностью подбирать уникальные таланты для своего отдела. Так, изобретатель-химик Евгений Гопиус придумал специальную бумагу для мгновенного уничтожения шифровальных книг: стоило поднести к ней в критический момент горящую папиросу, как она превращалась в горку пепла. Таким образом была решена практическая задача уничтожения шифровальных книг, чтобы они при провале не достались врагу. Например, морские шифровальные книги с тяжёлым свинцовым переплетом радист был обязан просто выбросить за борт.
К дешифровальной работе в качестве экспертов-аналитиков в тот период или немного позже (1922—1923 гг.) были привлечены Б. А. Аронский, Б. П. Бирюков, Ф. А. Блох-Хацкелевич, В. И. Геркан, П. А. Гольдштейн, К. Н. Иосса, И. Г. Калтград, Г. К. Крамфус, Р. В. Кривош-Неманич, Г. П. Майоров, В. К. Мицкевич, П. А. Мянник, С. С. Толстой, Б. Ю. Янсон и др. Он также взял под своё крыло людей, которых знал по работе и деловым качествам: А. Г. Гусева, А. М. Плужникова, Ф. И. Эйхманса, В. X. Харкевича и других.
Сотрудниками секретных отделов могли быть только члены РКП(б) или преданные советской власти беспартийные, за которых поручилось не менее двух ответственных членов партии. С 1926 года подбор лиц, ведущих секретное делопроизводство, вело ОГПУ. Так же спецотдел отвечал за инструктирование по вопросам шифрработы. Вся секретная переписка партийных и государственных органов должна была отправляться только через фельдъегерский корпус ОГПУ — НКВД.

## Функции
Несмотря на то, что подразделение Бокия входило в структуру ВЧК, фактически оно было автономным и подчинялось ЦК РКП(б). 25 августа 1921 года приказом по ЦК РКП(б) предписывалось всем подразделениям направлять в Спецотдел все обнаруженные шифры, ключи и шифровки, в том числе найденные случайно или через агентуру. Он также вёл масштабную радио- и радиотехническую разведку, радиоперехват, пеленгацию и выявление вражеских шпионских передатчиков на территории СССР. Отдел располагался на двух верхних этажах здания Наркомата иностранных дел на Кузнецком Мосту, дом 21. Пеленгаторная сеть камуфлировалась на крышах многих государственных учреждений.
В частности, Спецотдел занимался отслеживанием автономных неофициальных передатчиков и передающих устройств посольств и иностранных миссий; курированием шифровальных отделов посольств и представительств СССР за рубежом.
В 1930-х годах Спецотдел ОГПУ был самым крупным и технически оснащённым органом радиоразведки в мире.
Работа Спецотдела началась с изучения архивов криптоаналитических служб дореволюционной России, в том числе шифров Болгарии, Германии, Китая, США и Японии. Были организованы полугодовые курсы с помощью криптографов со стажем работы. К трудностям первых лет стоит отнести малочисленность, низкую профессиональную подготовку, а также недостаток и низкое качество материала для дешифрования.
В начале 1920-х годов отдел включал шесть, а позднее семь отделений. Однако собственно криптографические задачи в строгом их понимании решали только три из них: 2-е, 3-е и 4-е.
Партийные органы пользовались своим, созданным отдельно для них Специальным отделом ВЧК — ОГПУ, системой защиты информации техническими средствами, в частности, своими шифрами и кодами. К примеру, в партийных документах конца 1920-х упоминаются шифры для партийных комитетов под названием «Уран» и «Заря». С конца мая 1927 года шифрование и расшифровка секретных сообщений проходили путём применения одноразовых шифроблокнотов.

## Отделы[4]
1-е отделение — «наблюдение за всеми государственными учреждениями, партийными и общественными организациями по сохранению государственной тайны».
2-е отделение — теоретическая разработка вопросов криптографии, выработка шифров и кодов для ВЧК (ГПУ — ОГПУ — НКВД), Наркомата иностранных дел, Наркомата обороны. Отделение в первые годы состояло из семи человек, его первым начальником являлся Р.И. Аустрин, затем Ф. Г. Тихомиров.
3-е отделение во главе с Ф. И. Эйхмансом отвечало за ведение шифр-работы и руководство этой работой в ВЧК (ГПУ — ОГПУ — НКВД). Эйхманс и его два сотрудника организовывали шифрсвязь с заграничными представительствами органов безопасности Советской России, а впоследствии СССР. С декабря 1925 года по март 1929 года отделением руководил Р.И. Аустрин.
4-е отделение занималось «открытием иностранных и антисоветских шифров и кодов и дешифровкой документов». Начальниками отделения были: с мая по декабрь 1921 года — Ященко, с января по август 1922 года — Горячев, с августа 1922 по сентябрь 1923 — Эльтман, с сентября 1923 года по январь 1938 года — А. Г. Гусев, который одновременно выполнял обязанности помощника начальника спецотдела. В этом отделении работало 8 сотрудников, в том числе В.И. Кривош-Неманич.
5-е отделение отвечало за «перехват шифровок иностранных государств; радиоконтроль и выявление нелегальных и шпионских радиоустановок; подготовку радиоразведчиков».
6-е отделение занималось изготовлением конспиративных документов.
7-е отделение вело «химическое исследование документов и веществ, разработку рецептов; экспертизу почерков, фотографирование документов».

## Достижения вконтрразведке
К успехам этой службы стоит отнести дешифровку переписки полномочного представителя германского правительства в Москве с июля 1921 года. Он использовал цифровой пятизначный код с перешифрованием гаммой многоразового использования. Таким образом вся переписка между Берлином и посольством Германии в Москве стала известной ВЧК. С 1922 года Германия ввела буквенный код с перешифрованием гаммой много разового использования, которые в Спецотделе раскрывали аналитическим путём. Раскрытие этих шифров позволило контролировать всю дипломатическую переписку Германии вплоть до 1933 года, когда немцы стали применять для перешифрофании гамму одноразового использования, и количество переписки резко сократилось.
В 1922 году в ГПУ СССР был создан контрразведывательный отдел, который смог оперативно добыть ряд шифров и кодов, на основании которых большинство телеграфных сообщений иностранных посольств в Москве контролировалось советскими криптоаналитиками.
В августе 1921 года были раскрыты шифры турецких дипломатических телеграмм. Турки применяли преимущественно четырёхзначные коды с перешифрованием короткой гаммой, менявшейся каждые двое суток, а также коды без перешифрования. Интересно, что с 1927-го по 1931 годы ОГПУ поддерживало негласный, но официальный контакт с турецкой контрразведкой, которая «получила … от ОГПУ очень важную помощь в организации шифровального и дешифровального дела». Из Турции приходила и секретная информация касательно других стран. В 1932 году с советской разведкой начал сотрудничать агент «Пижама», служащий посольства Японии в Турции, который несколько лет передавал важные шифроматериалы посольства Японии. Собственно японские шифры Спецотдел смог раскрыть в 1927 году.
Большую помощь Спецотделу оказывали разведчики ИНО ОГПУ, которые добыли свыше десятка английских кодов. Использование этих кодов позволило раскрыть часть переписки Форин-офис, касавшейся поставок оружия странам, сопредельным с СССР, действий английской разведки в Средней Азии, советско-английских отношений.
Польские шифры разведотдела Генерального штаба были раскрыты с 1924 года, они использовались для связи с военными атташе в Москве, Париже, Лондоне, Вашингтоне и Токио. В это время в СССР действовала разветвлённая шпионская сеть польских резидентов под прикрытием иностранных дипломатических, консульских и военных представительств. Чтение тайной переписки военных атташе позволило советской контрразведке получать важнейшую информацию о работе и планах этой сети.
В начале 1924 года резидентом советской разведки в литовской столице Ковно стал И. К. Лебединский (Воробьёв). Он завербовал курьера французского военного атташе в Литве («Василий»), через которого советская разведка получала черновики секретной переписки атташе с Парижем, что помогло в раскрытии французских шифров. Работа этого агента продолжалась до начала 1940-х годов.
В 1924—1927 годах бывший офицер царской армии, советский военный атташе в Персии А. А. Бобрищев завербовал практически всех шифровальщиков Главного штаба Персии, а в 1927-м советская разведка завербовала эксперта по шифрам кабинета министров Персии. Через Персию советская разведка получила доступ к шифрам армянской националистической партии «Дашнакцутюн», базировавшейся в Тебризе.
Американские шифры были раскрыты с 1930 года.

## Последующие преобразования
В 1937 году был расстрелян Глеб Бокий: часть документов Спецотдела ВЧК (тогда 9-го отдела при ГУГБ НКВД СССР) пропала бесследно, другая была сдана в архивы.
Во время Великой Отечественной войны шифровальной и дешифровально-разведывательной работой занимался 5-й спецотдел НКВД СССР, преобразованный приказом НКВД от 3/5 ноября 1942 года в 5-е управление НКВД СССР. С 12 мая 1943 года оно носило название 5-го управления НКГБ СССР, позже перешло в ведомство МГБ СССР. Руководителем управления в течение всей войны был Иван Григорьевич Шевелёв. Приказом от 23 мая 1946 года оно было переименовано в 6-е, а 19 октября 1949 года было выведено из состава МГБ: на его основе было сформировано Главное управление специальной службы (ГУСС) при ЦК ВКП(б) — КПСС, которое подчинялось уже не спецслужбам, а напрямую высшему государственному руководству
ГУСС было образовано на базе 6-го управления МГБ и дешифровально-разведывательной службы Генерального штаба Вооружённых сил СССР. Оно было расформировано 24 апреля 1953 года: на его основе были созданы соответствующие подразделения в МВД (8-е управление), Генеральном штабе и Главном штабе ВМФ. 8-е управление МВД СССР просуществовало до марта 1954 года, на смену ему в составе КГБ СССР пришло 8-е главное управление, существовавшее в 1954—1991 годах.